# Place de la République (Vesoul)
Pour les articles homonymes, voir Place de la République.
La place de la République est une place située au centre-ville de Vesoul créée en 1818.

## Situation et accès
D'une surface de 40 ares, la place de la République est située à côté des deux plus grandes places de Vesoul, la place des Allées qui se trouve à l'Est de la place de la République et la place Pierre-Rénet, au Sud. On peut accéder à cette place par la rue Georges-Genoux, la rue du Breuil, la rue de la Halle, l'avenue Aristide-Briand, la rue Grosjean, la rue Leblond, la rue Saint-Georges et la rue Meillier.
Un arrêt de bus est présent. Il est desservi par les lignes 1, 2, 7, D6 et D9 du réseau VBus.

## Histoire

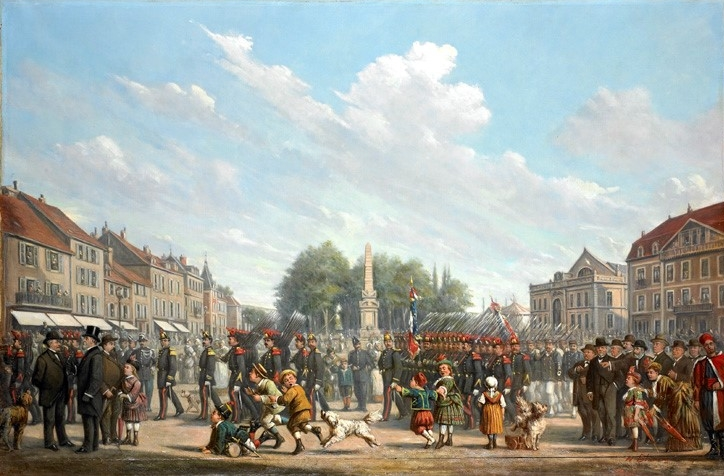
La place représentée dans un tableau de Henry Blandin de 1882

La place a été aménagée en 1818 sous le nom de « place Neuve », à la suite de la suppression par la ville du jardin de la Charité qui s'y trouvaient et qui étaient entourés de clôture. Un bras du Durgeon nommé la Périlleuse, qui traversait ce jardin d'est en ouest, a été recouvert. Par la suite, le terrain a été nivelé et c'est ainsi que la place est née.
En 1822, une fontaine qui n'existe plus aujourd'hui, y est érigée. En 1868, les halles de Vesoul sont reconstruites au sud de la place, après avoir occupé l'emplacement de l'actuel palais de justice. La colonne commémorative des Mobiles de la Haute-Saône, rendant hommage aux soldats tombés lors du siège de Belfort pendant la guerre franco-prussienne de 1870, est inaugurée en 1874.
En 2008, la commune de Vesoul demande une étude concernant les 25 marronniers de la place. Ils sont diagnostiqués en mauvais état et leur abattage est ordonné. En 2013, la place de la République est considérablement réaménagée : le monument central est rénové, des arbres sont abattus et une vaste esplanade est construite, projet mené par le cabinet d'architectes-paysagistes Gallois-Curie. L'inauguration a eu lieu le 12 septembre 2013, devant près d'un millier de personnes.

## Architecture et monuments
Au centre de la place, se trouve la colonne commémorative des Mobiles de la Haute-Saône, érigé en hommage aux haut-saônois mobilisés et morts lors du siège de Belfort pendant la guerre franco-allemande de 1870,. Conçue par l'architecte Charles Dodelier, la colonne est en forme d'obélisque quadrangulaire, reposant sur un piédestal. Le monument a été inauguré le 5 novembre 1874, en présence du maire de Vesoul Marie-Félix Albert Grillet, du préfet de Haute-Saône Michel Antoine Bertin Burin, du chef des Mobiles de Haute-Saône le lieutenant-colonel Fournier et de mille cinq-cents autres invités, en plus de la foule locale,.
Les quatre frontons affichent les armes des villes de Vesoul, Lure, Gray et Saint-Loup-sur-Semouse, villes qui ont fournis les soldats pour la défense de Belfort.

## Galerie

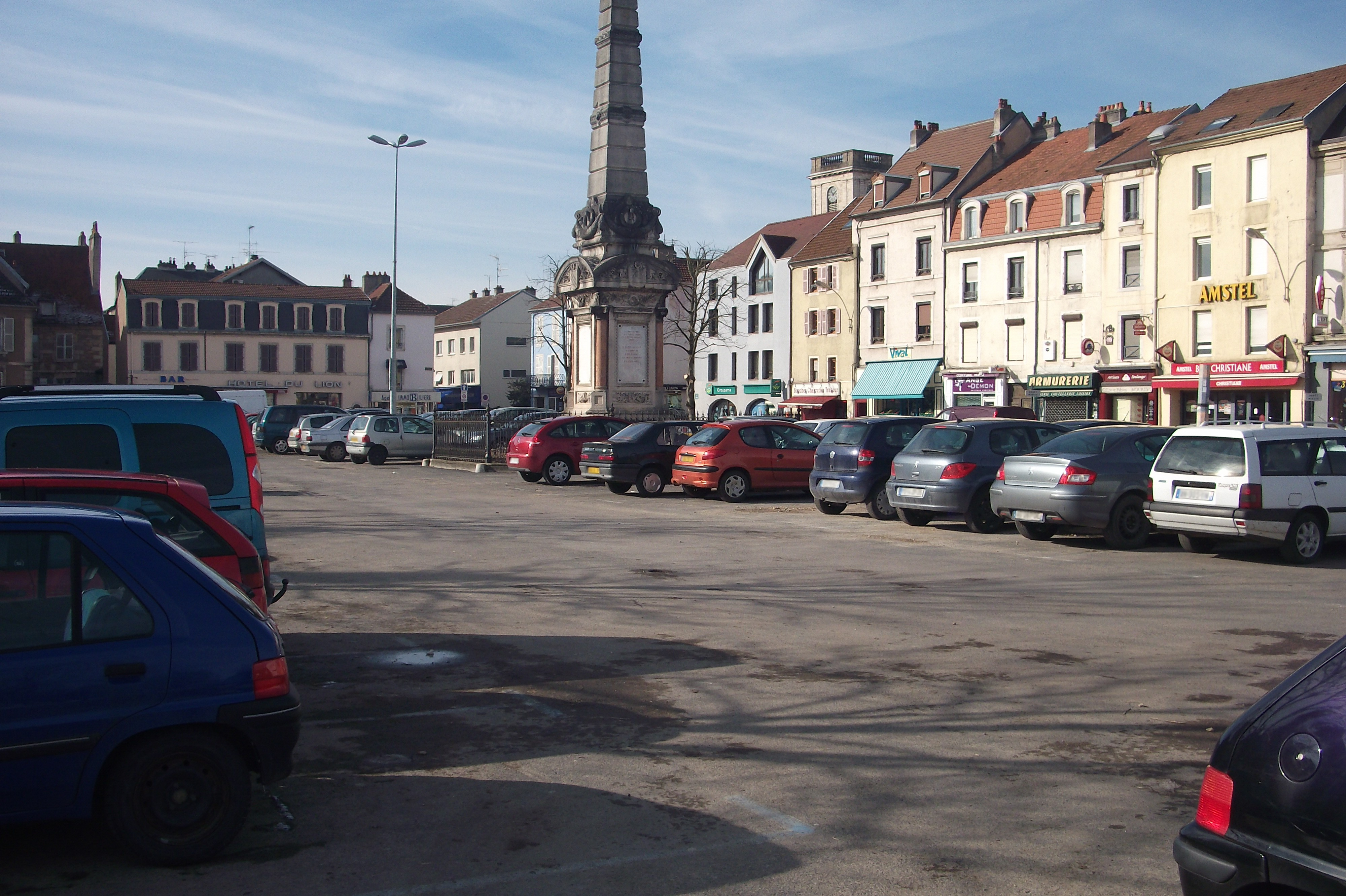
La place avant sa rénovation (2013)
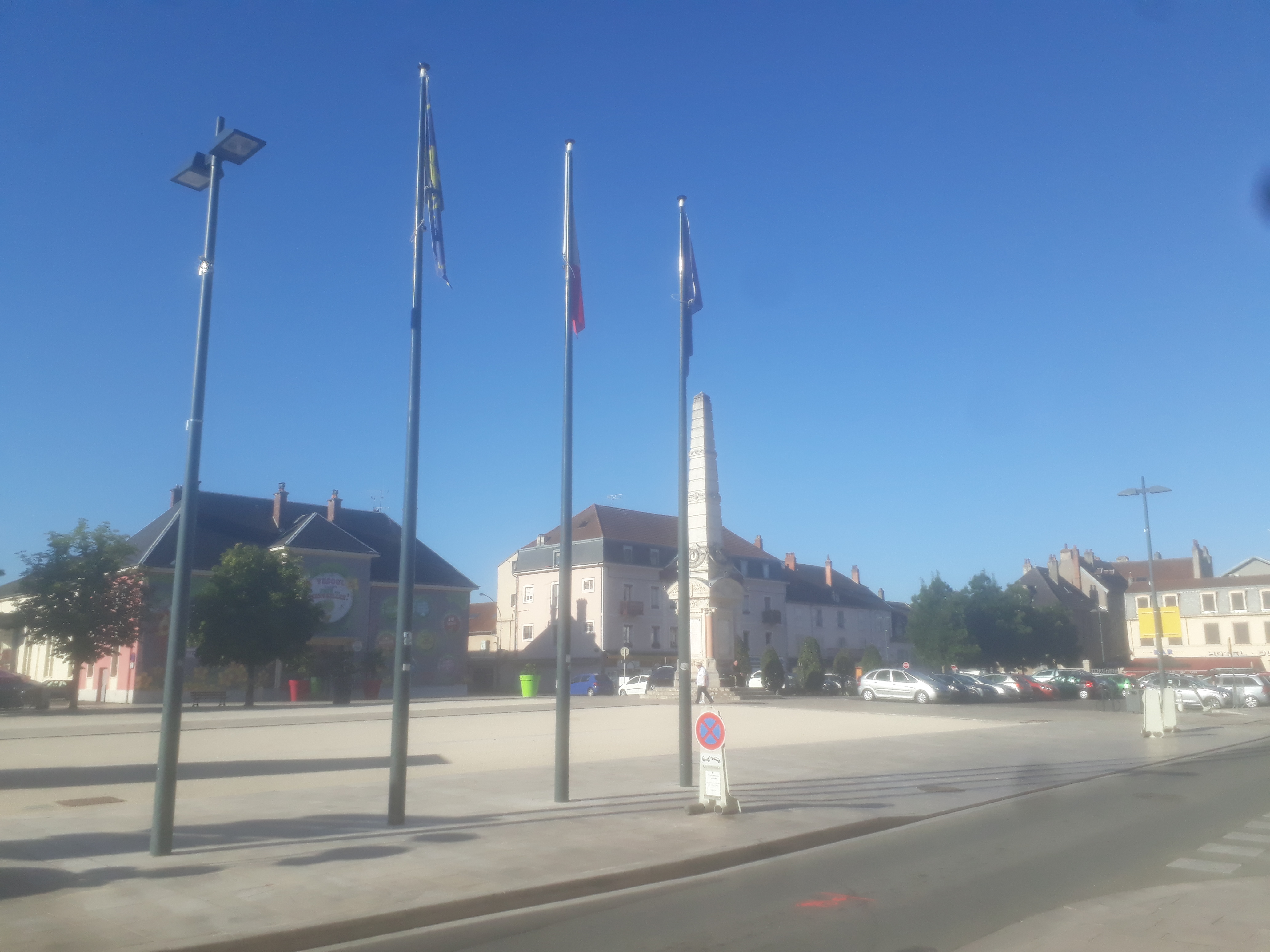
La place après sa rénovation (2020)
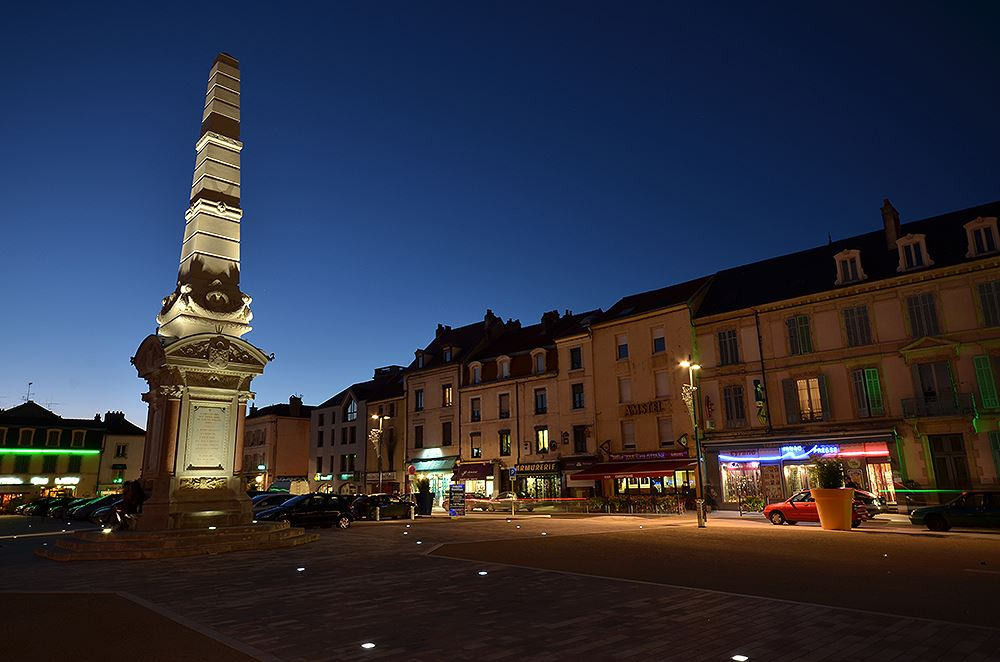
La place de nuit